# خانه خانم زینب نوردی
خانه خانم زینب نوردی در شهرستان فومن، شهرک تاریخی ماسوله واقع شده و این اثر در تاریخ ۲۵ اسفند ۱۳۸۰ با شمارهٔ ثبت ۵۲۹۹ به‌عنوان یکی از آثار ملی ایران به ثبت رسیده است.